# Stuck River
Der Stuck River im US-Bundesstaat Washington ist ein ehemaliger kleiner Fluss, der den Mündungsarm des White Rivers nahe Auburn hin zum Puyallup River bei Sumner bildete. Der Name des Flusses stammt vom Lushootseed-Wort /stéq/ mit der Bedeutung „Verklausung“ oder von /stəx̣/ – „durchgehend ausgehöhlt“ oder „durchbrochen“.
Während des späten 19. Jahrhunderts starteten die Farmer im Tal mehrere Versuche, die Hochwasser unter Kontrolle zu bekommen, so dass der White River schließlich 1899 teilweise über den Stuck River abfloss. 1906 lenkte ein schweres Hochwasser den White River komplett in den Stuck River um. Der gesamte Lauf des früheren Stuck Rivers wird jetzt als Schlussstrecke des White Rivers angesehen, obwohl der Name Stuck River noch immer auf einigen Karten auftaucht; er wird außerdem für lokale Flurnamen und auf Flurkarten für Grundstücke am Fluss benutzt.